# Глинденберг
Глинденберг (нем. Glindenberg) — коммуна в Германии, в земле Саксония-Анхальт. 
Входит в состав района Оре.  Население составляет 1346 человек (на 31 декабря 2006 года). Занимает площадь 15,41 км². Официальный код  —  15 3 62 041.

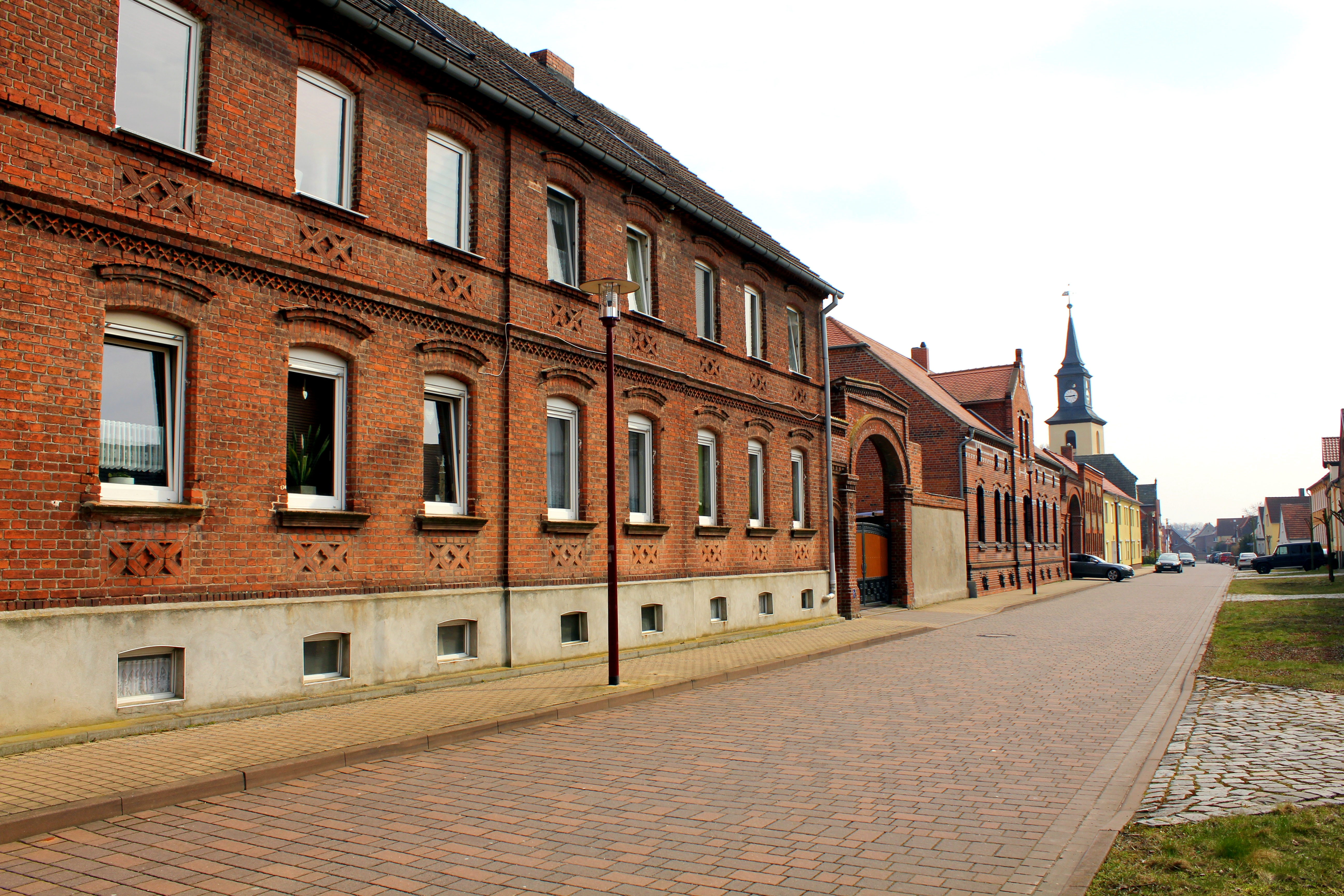
Улица Брайт
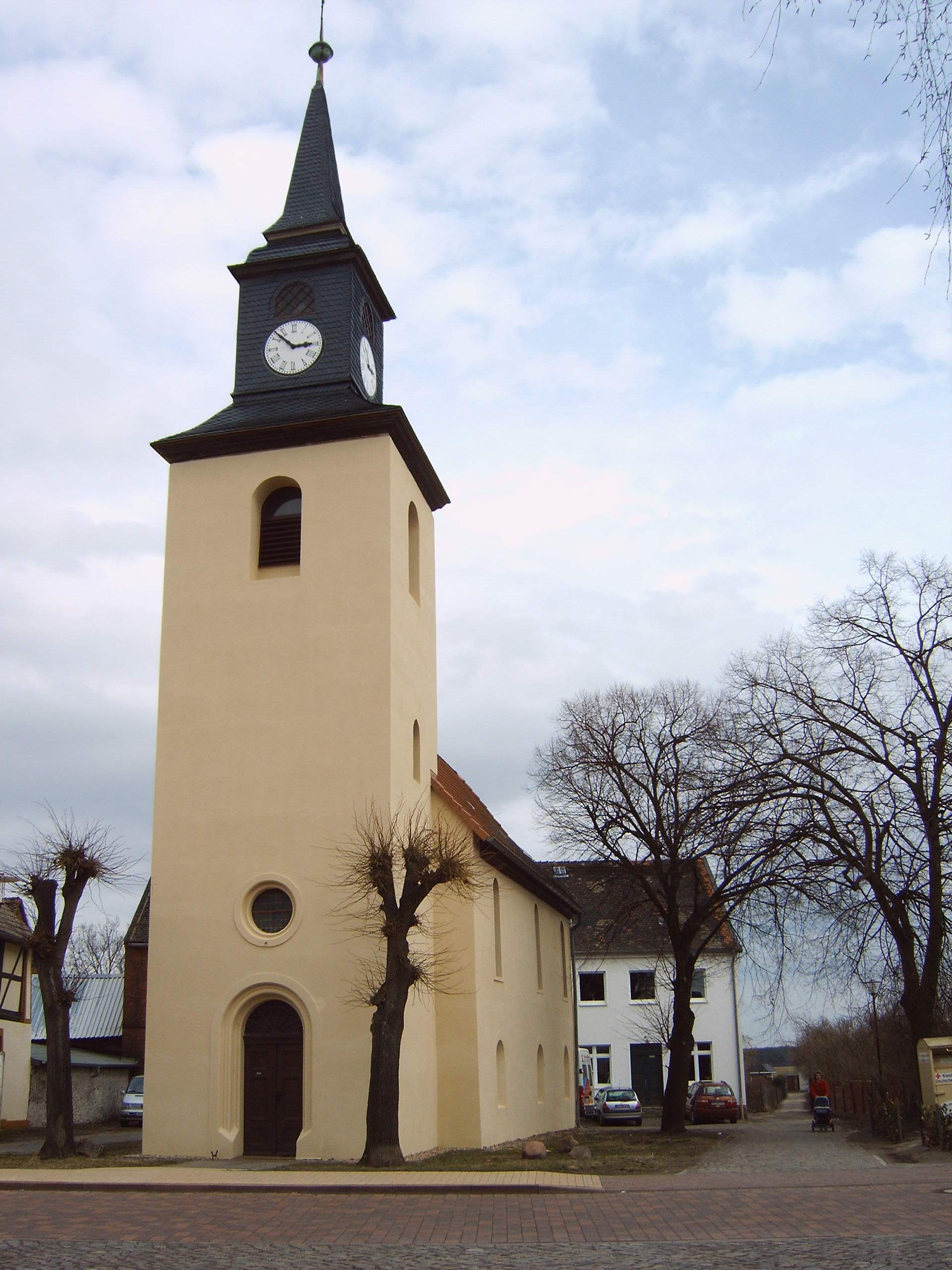
Церковь
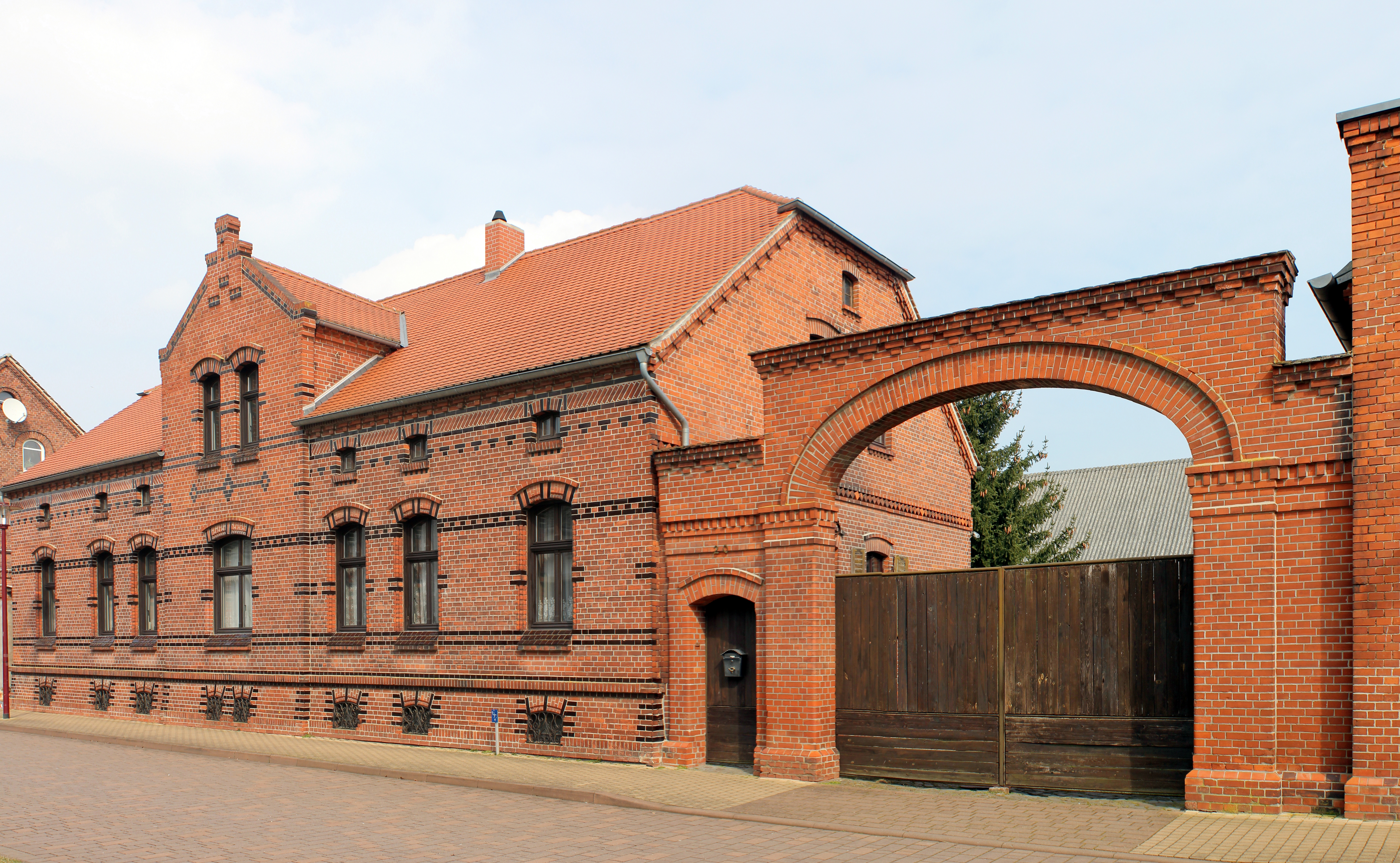
Ферма